# Hetaeria pelota
Hetaeria pelota är en orkidéart som beskrevs av Nicholas Pearce och Phillip James Cribb. Hetaeria pelota ingår i släktet Hetaeria och familjen orkidéer. Inga underarter finns listade i Catalogue of Life.